# Champions for Africa
Champions for Africa fue un evento de fútbol de carácter benéfico y amistoso organizado por Unicef y la Fundación del futbolista maliense Frédéric Kanouté con el objetivo de poner en primer plano la desesperada situación en la que se encuentran millones de niños y niñas en África.
La primera edición se disputó en 2008 entre el Sevilla Fútbol Club y una Selección Mundial. En 2012 se celebró la última edición.

## Historial
| Edición              | Local                | Resultado            | Visitante              | Sede                           | Nota(s)              |
| Champions for Africa | Champions for Africa | Champions for Africa | Champions for Africa   | Champions for Africa           | Champions for Africa |
| -------------------- | -------------------- | -------------------- | ---------------------- | ------------------------------ | -------------------- |
| 2008                 | Sevilla F. C.        | 5 - 3                | Selección Mundial      | Ramón Sánchez-Pizjuán, Sevilla |                      |
| 2009                 | Selección Liga BBVA  | 9 - 8                | Africa United          | Santiago Bernabéu, Madrid      |                      |
| 2010                 | Africa United        | 3 - 2                | Selección Liga BBVA    | Vicente Calderón, Madrid       |                      |
| 2011                 | Selección Champions  | 14 - 14              | Africa United          | Mestalla, Valencia             |                      |
| 2012                 | Selección Champions  | 7 - 4                | Sevilla Fútbol Kanouté | Ramón Sánchez-Pizjuán, Sevilla |                      |